# De agone christiano
De agone christiano (Nederlands: 'Over de christelijke strijd' of 'Over de strijd van een christen') is een religieus filosofisch boek geschreven door Augustinus van Hippo. Hij schreef dit werk in de jaren 396 en 397, in de periode toen hij pas bisschop van Hippo was. 
In het boek onderscheidt Augustinus twee soorten van strijd, met name de slechte en de goede. De slechte strijd vindt plaats tussen mensen en is veelvoudig. De goede strijd vindt plaats in de mens zelf en is enkelvoudig. Het is de strijd tegen de begeerten.
Wie wil strijden, moet tegen zijn begeerten strijden. Op die manier kan men zijn leven eenvoudig maken en zodoende ontvankelijk voor datgene waarom het werkelijk draait, namelijk het geloof dat de grondslag vormt voor een nieuw soort weten. 
De boodschap die Augustinus in De agone christiano uitdraagt, is dan ook: maak je leven eenvoudig door het te vrijwaren van allerlei begeerten die het leven nodeloos compliceren. Eenvoud garandeert ruimte en tijd voor belangrijke dingen.